# Asociación Deportiva Santos de Guápiles
L'Asociación Deportiva Santos de Guápiles est un club de football costaricien basé à Guápiles.

## Palmarès
- Championnat du Costa Rica
  - Vice-champion : 2002, 2012 (C)

- Ligue de la CONCACAF
  - Finaliste : 2017